# Larca
Famille
Genre
Synonymes
- Archeolarca Hoff & Clawson, 1952

Larca, unique représentant de la famille des Larcidae, est un genre de pseudoscorpions.

## Distribution
Les espèces de ce genre se rencontrent en Amérique du Nord et en Europe.

## Liste des espèces
Selon Pseudoscorpions of the World (version 3.0) :
- Larca bosselaersi Henderickx & Vets, 2002
- Larca chamberlini Benedict & Malcolm, 1978
- Larca fortunata Zaragoza, 2005
- Larca granulata (Banks, 1891)
- Larca hispanica Beier, 1939
- Larca italica Gardini, 1983
- Larca laceyi Muchmore, 1981
- Larca lata (Hansen, 1884)
- Larca lucentina Zaragoza, 2005
- Larca notha Hoff, 1961

et décrites ou placées depuis :
- Larca aalbui (Muchmore, 1984)
- Larca boulderica Harvey & Steinmann, 2024
- Larca cavicola (Muchmore, 1981)
- Larca guadalupensis (Muchmore, 1981)
- Larca rotunda (Hoff & Clawson, 1952)
- Larca welbourni (Muchmore, 1981)

## Systématique et taxinomie
Ce genre a été décrit par Chamberlin en 1930 dans les Garypidae. Il est placé dans les Larcidae par Harvey en 1992.
Cette famille a été décrite par Harvey en 1992.
Archeolarca a été placé en synonymie par Harvey et Wynne en 2014.

## Publications originales
- Chamberlin, 1930 : « A synoptic classification of the false scorpions or chela-spinners, with a report on a cosmopolitan collection of the same. Part II. The Diplosphyronida (Arachnida-Chelonethida). » Annals and Magazine of Natural History, sér. 10, vol. 5, p. 1-48 & 585-620.
- Harvey, 1992 : « The phylogeny and classification of the Pseudoscorpionida (Chelicerata: Arachnida). » Invertebrate Taxonomy, vol. 6, p. 1373-1435.